# Holtenå
Holtenå (dansk) eller Holtenau (tysk) er en bydel i Kiel beliggende i den sydøstlige del af halvøen Jernved ved udgangen af Kielerkanalen i Kielerfjorden. Holtenå ligger dermed ved grænsen mellem Sydslesvig og Holsten. Byen var en del af Hertugdømmet Slesvig, men blev indlemmet i den holstenske storby Kiel i 1922. Bydelen grænser mod nord og vest til Frederiksort og Altenholz.
Den ved Kielerkanalen beliggende by blev tidligere kaldt lodsernes by. Før anlægelsen af Kielerkanalen lå byen ved Ejderkanalen. Det gamle pakhus vidner endnu om den gamle Ejderkanal. Ved valgene i 1867 til den preussiske landdag og den nordtyske rigsdag stemte næste alle vælgere i Holtenå på dansksindede kandidater. 